# Genuine
Genuine. Die Tragödie eines seltsamen Hauses ist der Titel eines deutschen Spielfilms von Robert Wiene aus dem Jahr 1920. Stilistisch ist der Film dem Expressionismus zuzurechnen.

## Handlung
Der Film beginnt mit einer Rahmenhandlung: ein Maler ist besessen von einem Bild, das er selbst gemalt hat – das Porträt einer jungen Frau in exotischer Kleidung, die Heldin einer alten Legende. Seine Freunde machen sich Sorgen um seinen Verstand und wollen ihn überreden, das Gemälde zu verkaufen, aber er weigert sich. Während er in einem Buch die Geschichte der dargestellten Frau liest, fällt er in Schlaf. In diesem  Moment wird das Bild lebendig: die junge Frau steigt aus dem Rahmen und beugt sich über den schlafenden Maler.

Nun sehen wir die Geschichte der jungen Genuine: Sie ist Priesterin einer esoterischen orientalischen Sekte. Als Höhepunkt der Opferzeremonie wird ihr ein Kelch mit Menschenblut gereicht. Schon seit ihrer Kindheit an blutrünstige Rituale gewöhnt, entwickelt Genuine sich unter dieser Erfahrung selbst immer mehr zu einer grausamen Persönlichkeit.

Dann wird sie von Sklavenhändlern geraubt und auf einem Markt feilgeboten. Trotz der Warnungen des Verkäufers wird sie dort von dem alten Lord Melo gekauft. Der voyeuristische Sonderling lebt in einem seltsamen, unheimlichen, von einem hohen Wall umgebenen Haus, das von den Bewohnern des Städtchens mit Argwohn betrachtet wird. Lord Melo schließt die junge Frau im Keller seines Hauses ein, wo er ihr eine skurrile, orientalische Traumwelt eingerichtet hat, samt unterirdischem Garten, der von einer käfigartigen Kuppel überwölbt ist. Ihrem Wunsch, einmal den Käfig verlassen und die Oberfläche sehen zu dürfen, schlägt er ihr ab, er möchte sie ganz für sich haben. Aus Eifersucht wird auch keinem Fremden Zutritt ins Haus gewährt. Nur den ebenfalls eigenbrötlerischen alten Barbier Guyard lässt er täglich um Punkt 12 kommen, um sich rasieren zu lassen. Während der Rasur schläft der Lord regelmäßig ein.

Als Guyard eines Tages verhindert ist und als Ersatz seinen Neffen und Lehrling Florian schickt, nimmt das Drama seinen Lauf. Genuine ist es gelungen, während Lord Melo wieder einmal eingeschlafen ist, aus ihrem Gefängnis zu entkommen. Im Rasierzimmer trifft sie auf den jungen Barbier und betört ihn eindringlich so lange, bis er wie unter Hypnose dem alten Tyrannen mit dem Rasiermesser die Kehle durchschneidet. Ihre wiedererlangte Freiheit nutzt Genuine, um ihre Blutgier zu stillen und als Femme fatale alle verfügbaren Männer zugrunde zu richten. Von Florian, der ihr inzwischen völlig verfallen ist, fordert sie als Beweis seiner Liebe den Selbstmord, „wie ein Opferritual aus alter Zeit“. Als er sich weigert, befiehlt sie dem schwarzen Diener ihres früheren Besitzers Lord Melo, den sie sich inzwischen gefügig gemacht hat, Florian zu töten. Der Diener hat jedoch Mitleid mit dem jungen Mann und lässt ihn laufen. Als geforderten Beweis für den ausgeführten Mordauftrag schneidet er sich in den eigenen Arm und lässt das Blut in einen Kelch rinnen, den er anschließend Genuine reicht.

Schon bald erwacht in Genuine erneut die „Begierde“, und sie verführt nun Lord Melos Enkel Percy, der gekommen ist, um seinen Großvater zu besuchen, und der jetzt ebenfalls ihrer Faszination erliegt. Auch von ihm fordert sie den Opfertod. Aber bevor er ihren Wunsch erfüllen kann, erkennt sie plötzlich, dass sie eigentlich lieber will, dass er lebt, weil sie sich zum ersten Mal ernsthaft verliebt hat. Die beiden nehmen sich vor, miteinander das „entsetzliche Haus“ zu verlassen.

Von Schuldgefühlen gepeinigt und zugleich wahnsinnig vor Liebe kehrt Florian zu Genuine zurück und erklärt ihr, er könne ohne sie nicht mehr leben. Als sie ihm gesteht, dass sie aber inzwischen einen anderen liebe, erwidert er, dann solle sie auch sterben. In der Zwischenzeit mobilisiert der alte Guyard die Bewohner des Städtchens, um seinen Neffen aus den Fängen der „Zauberin“, die ihn „verhext“ habe, zu befreien. Mit Sensen bewaffnet, dringen sie in das Haus ein. Der Diener stellt sich ihnen in den Weg und wird von dem wütenden Mob erschlagen. Als die Männer schließlich die Frau und den Neffen des Barbiers aufspüren, ist die Tragödie bereits geschehen: Florian hat Genuine eigenhändig getötet und bricht neben ihrer Leiche zusammen.

In diesem Moment erwacht der Maler der Rahmenhandlung aus seinem Alptraum. Voll Entsetzen möchte er nun das Gemälde von Genuine zerstören, wird aber von seinen Freunden daran gehindert, die in diesem Augenblick das Atelier betreten und ihn überzeugen, das Bild lieber dem Kunden zu verkaufen, der mit ihnen gekommen ist. Diesmal willigt der Maler ein. Der Käufer des Gemäldes ist Lord Melo, Genuines Besitzer aus dem Traum.

## Produktionsgeschichte, Stilmittel und Rezeption
Robert Wiene produzierte Genuine gleich im Anschluss an sein Meisterwerk Das Cabinet des Dr. Caligari, um an den künstlerischen und kommerziellen Erfolg dieses Films anzuknüpfen. Für das Drehbuch engagierte er wieder Carl Mayer. Für die Dekorationen und Kostüme gewann Wiene den expressionistischen Maler, Grafiker und Bühnenbildner César Klein, einen Mitbegründer der Berliner Novembergruppe. Klein schuf für Genuine, gemeinsam mit Walter Reimann und Kurt Hermann Rosenberg, ein überaus üppiges Dekor, das Wendeltreppen-Elemente aus Caligari wiederverwendete und einen schneckenförmigen Garten erfand, wie er ähnlich ein paar Jahre später auch in Fritz Langs Film Metropolis zu sehen war. Als Kostümbildner malte Klein der Darstellerin Fern Andra einen Teil der Dekorationen direkt auf den Körper. Die Dreharbeiten fanden in den UFA-Ateliers in Neubabelsberg statt, dem heutigen Studio Babelsberg.
Die Uraufführung des Films, den die Filmprüfstelle sechs Tage zuvor unter Jugendverbot gestellt hatte, fand am 2. September 1920 im Berliner Marmorhaus statt (die Innenausstattung dieses Kinos hatte 1913 César Klein entworfen, von dem auch die Dekorationen des Films stammten). In den überwiegenden Presseurteilen wurde der Film zu Teilen als „überexpressionistisch“ kritisiert, und auch an den Kinokassen blieb der große Erfolg aus. Allerdings ist Genuine filmhistorisch bemerkenswert in Bezug auf die Darstellung des beteiligten afrodeutschen Schauspielers Louis Brody, der aus der ehemals deutschen Kolonie Kamerun stammte und als Repräsentant einer „natürlichen Exotik […] zugleich dämonisiert und erotisiert“ wurde. Brody hatte in der Weimarer Republik fortan zahlreiche Rollen, unter anderem in den Babelsberger Produktionen Der müde Tod (1921) und Die Boxerbraut (1926).
In ihrem Buch über den deutschen Stummfilm, Die dämonische Leinwand, kritisiert Lotte Eisner vor allem die kunstgewerbliche Oberflächlichkeit der überreichen Dekorationen, die – wo sie die Schauspieler visuell nicht geradezu erdrückt – vom naturalistischen Spiel der Akteure dissonantisch absticht. Im Lexikon Der Horrorfilm von Georg Seeßlen, Fernand Jung und Claudius Weil wird hingegen anerkennend festgestellt, dass Genuine den Versuch darstelle, das Genre des Gruselfilms mit psychologisch durchgearbeiteten Figuren zu füllen und deswegen ein Beitrag zur Entwicklung des populären Horrorfilms sei.

### Genuineals früher Vampirfilm
In der Frühzeit des Kinos wurden die Begriffe Vampir und Vamp (im Sinne einer zerstörerischen Femme fatale) meist synonym gebraucht. So wird etwa die von Theda Bara gespielte Hauptfigur in A Fool There Was (1915) nur als „Vampir“ bezeichnet, auch die Figur der Irma Vep im Serial Die Vampire (1915) kann als Beispiel herangezogen werden. Der amerikanische Verleihtitel von Genuine lautete dementsprechend Genuine – The Tragedy of a Vampire. Die Gestalt der Genuine ist großteils in obengenanntem Sinne als Vamp geschildert – wenngleich hier versucht wird, Genuines Grausamkeit aus ihrer Kindheitsgeschichte heraus zumindest ansatzweise psychologisch zu motivieren.

Dennoch finden sich in der Filmhandlung einige Elemente, die bereits auf den Vampirfilm in heutiger Definition vorausweisen. Denn Genuines Blutdurst ist hier nicht nur eine Metapher (als Sinnbild für die sadistische Lust, einen Menschen in den Tod zu treiben), sondern ganz real. So war sie es schon als Priesterin ihres Kultes gewohnt, im Rahmen des Rituals einen Kelch mit Menschenblut zu trinken. Später auf dem Sklavenmarkt fletscht sie die Zähne und beißt den Sklavenhändler tief in die Hand. Ihr neuer Besitzer züchtet Vögel für sie, damit sie deren Blut trinken kann. Von ihrem Liebhaber verlangt sie, dass er sich selbst töten solle, um anschließend sein Blut trinken zu können – ihr Diener reicht es ihr in einem Kelch, allerdings sein eigenes, den Liebhaber hat er laufen lassen. Trotz ihres Blutdurstes und ihrer sonstigen exzentrischen Gelüste ist Genuine allerdings eindeutig ein menschliches Wesen, keine übernatürliche Kreatur. Eine Szene aus der Rahmenhandlung entstammt jedoch dem Bereich des Phantastischen und nimmt ikonographisch typische Bilder des klassischen Vampirfilms vorweg: Im Atelier eines Malers erwacht ein Porträt von Genuine zum Leben, sie steigt aus dem Gemälde und beugt sich vampirgleich langsam über die Kehle des schlafenden Malers, die Aufnahme wird in der Bewegung abgeblendet, noch bevor sie mit dem Mund den Hals des Mannes erreicht hat.

Die Wochenschrift Das Tage-Buch urteilte vorausschauend schon 1920: „Genuine“ ist der Anfang des kommenden phantastischen Films. Nur ein Anfang, aber ein starker, verheißender Anfang.
Nach Lilith und Ly (1919) und noch vor Drakula halála (1921) kann Genuine als ein frühes Beispiel eines noch in Entwicklung begriffenen Genres angesehen werden, bevor F. W. Murnau 1922 mit Nosferatu – Eine Symphonie des Grauens dem Vampirfilm im Großen und Ganzen die noch heute gültige definitive Form verliehen hat.

### Rekonstruktion
Der Film, der bei der Zensur eine Länge von 2286 m (zirka 83 Min.) hatte und von dem ein großer Teil im Laufe der Jahre verloren ging, wurde 1995/96 von der Cineteca di Bologna, dem Filmarchiv des Filmmuseums München und der Cinémathèque de Toulouse restauriert und im November 1996 wieder aufgeführt. Auch die ursprüngliche Viragierung konnte großteils wiederhergestellt werden. Diese Fassung basierte auf erhaltenen Kopien in Toulouse und Lausanne und hatte eine Laufzeit von 80 Minuten (bei einer Geschwindigkeit von 18 fps), erfuhr jedoch keine offizielle Veröffentlichung. 2019 wurde diese Rekonstruktion allerdings auf Youtube eingestellt, mit einer Laufzeit von 1:28:27 (rund 88 min.) und mit französischen Titeln. 2002 erschien auf DVD eine gekürzte, ebenfalls viragierte Version mit einer Laufzeit von 44 Minuten, mit englischen Zwischentiteln und einer neuen Musikuntermalung von Larry Marotta. In dieser Variante, die auf einer Kopie in der Sammlung von Raymond Rohauer basiert, fehlen jedoch etliche zentrale Handlungselemente sowie eine Reihe kleinerer Details.

## Kritik
„Da der Autor des ‚Caligari-Films‘, Carl Mayer, und sein Regisseur Robert Wiene für diese ‚Tragödie eines seltsamen Hauses‘ verantwortlich zeichneten, hatte man angenommen, daß die expressionistischen Experimente hier fortgesetzt werden sollten. Allein der Schöpfer der Dekorationen und Kostüme, Cesar Klein, hat sich in diesem Film auf einem ganz neuen Gebiet versucht, das ebenfalls malerischen Reichtum sich breit auswirken läßt, jedoch durch ein Zuviel an unruhigem Linienwerk, an bizarren Arabesken die reine schauspielerische Linie verwirrt. Auch die Vorgänge, phantastisch und grausam, tragen nicht die zwingende Notwendigkeit der ‚Caligari‘-Handlung in sich. Der weibliche Vampyr dieser Zauberwelt ist Fern Andra. Bei allem guten Willen, sich vom Klischee freizumachen, gelingt es ihr nicht, den dämonischen Gehalt der Rolle zu versinnlichen. Dagegen überraschen H. H. v. Twardowsky als ekstatischer Jüngling und Ernst Gronau als der irrsinnige Besitzer des Spukhauses durch seinen Instinkt für stilsichere Wirkung. Immerhin ist das Werk als neuer Versuch, den Film aus der Sphäre des Alltäglichen zu retten, beachtenswert.“